# Krananda oliveomarginata
Krananda oliveomarginata är en fjärilsart som beskrevs av Swinhoe 1894. Krananda oliveomarginata ingår i släktet Krananda och familjen mätare. Inga underarter finns listade i Catalogue of Life.